# Picot dels cactus
El picot dels cactus (Melanerpes cactorum) és una espècie d'ocell de la família dels pícids (Picidae) que habita boscos rabassuts, palmeres i matolls des del sud-est del Perú, centre i sud-est de Bolívia i sud-oest del Brasil cap al sud fins al Paraguai, Uruguai i nord de l'Argentina.